# Головний убір дожа
Корно дукале (італ. Corno ducale, дослівно — герцогський ріг) — унікальний герцогський капелюх, був головним убором і символом Дожа Венеції (дожська корона). Він являв собою жорсткий рогоподібний капелюх, який виготовлявся з парчі з коштовним камінням або золотої тканини і одягався поверх камауро. Герцогський ріг був тонкою лляною шапочкою зі структурованим верхом ззаду, що нагадував фригійський ковпак, класичний символ свободи.
Кожного Поливаного понеділка дож очолював процесію від базиліки Святого Марка до монастиря Сан-Заккарія, де настоятелька (абатиса) дарувала йому новий камауро, виготовлений черницями.

## Витоки
Походження дизайну не визначене. Венеція зазнала значного впливу Сходу через торгівлю та культурний обмін. Цей церемоніальний головний убір має схожість з фригійською шапкою або білою короною Верхнього Єгипту (хеджет). Коли Венеція ще була частиною Східної Римської (Візантійської) імперії, високопоставлені візантійські солдати, дислоковані у Венеції, також носили головний убір, що нагадував рогатий фригійський ковпак. Перша письмова згадка про корно датується XII століттям, хоча не виключено, що дожі носили подібні капелюхи і до того.

## Геральдика
У геральдиці розрізняють капелюх дожа Венеційської республіки та капелюх дожа Генуезької республіки. З кінця XVIII століття ця емблема рангу та гідності лише зрідка зустрічалася в гербах венеційських знатних родин (Вендрамін, Сагредо, Джустініані).
Корно також використовувався як елемент на гербі венеційських дожів.
Завдяки спеціальному указу президента Італії, на гербі сучасного міста Венеції зображено корно. Він замінив муровану корону, яка присутня на гербах інших італійських міст.

Герб Республіки.
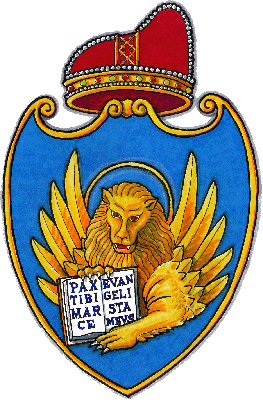
Сучасний герб Венеції.

## Вибори
Венеційські дожі призначалися довічно аристократією міста-держави. Капелюх вручався дожу в день його обрання. Його одягав на голову наймолодший член Великої Ради з такою промовою: Accipe coronam ducalem Ducatus Venetiarum («Прийми герцогську корону Венеційського дожа»). Відтоді дож носив цей рогатий капелюх за всіх обставин, в яких виражається гідність і сила Республіки, зокрема на Великдень і під час свята Вознесіння, для церемонії «Морського шлюбу».

## Історія
Завдяки своїй особливій формі, герцогський капелюх є дуже впізнаваним символом Сереніссіми. Ковпак зображений у незліченній кількості творів мистецтва.
У венеціанській мові герцогський ріг називається zoia, дослівно «коштовність». Заднє вістря у формі вигнутого рогу, що дало назву шапці, згадується в XIII столітті за часів правління Реньєро Дзено (бл. 1253—1268 рр.). У цьому описі головний убір виготовлений з оксамиту малинового кольору, по периметру якого розташоване золоте коло. Золотий хрест додав до нього дож Лоренцо Челсі (бл. 1361—1365). Ще одна трансформація зої відбувається у XV столітті, коли за дожа Ніколо Марчелло (бл. 1473—1474 рр.) її виготовляють із золота.
Корно дукале зникло з вжитку разом з інститутом дожа у 1797 році, після захоплення Венеції Наполеоном Бонапартом і зречення останнього дожа Людовіко Маніна від престолу.

## Галерея

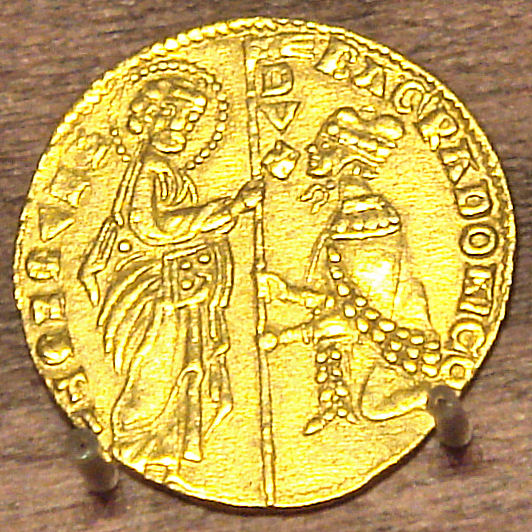
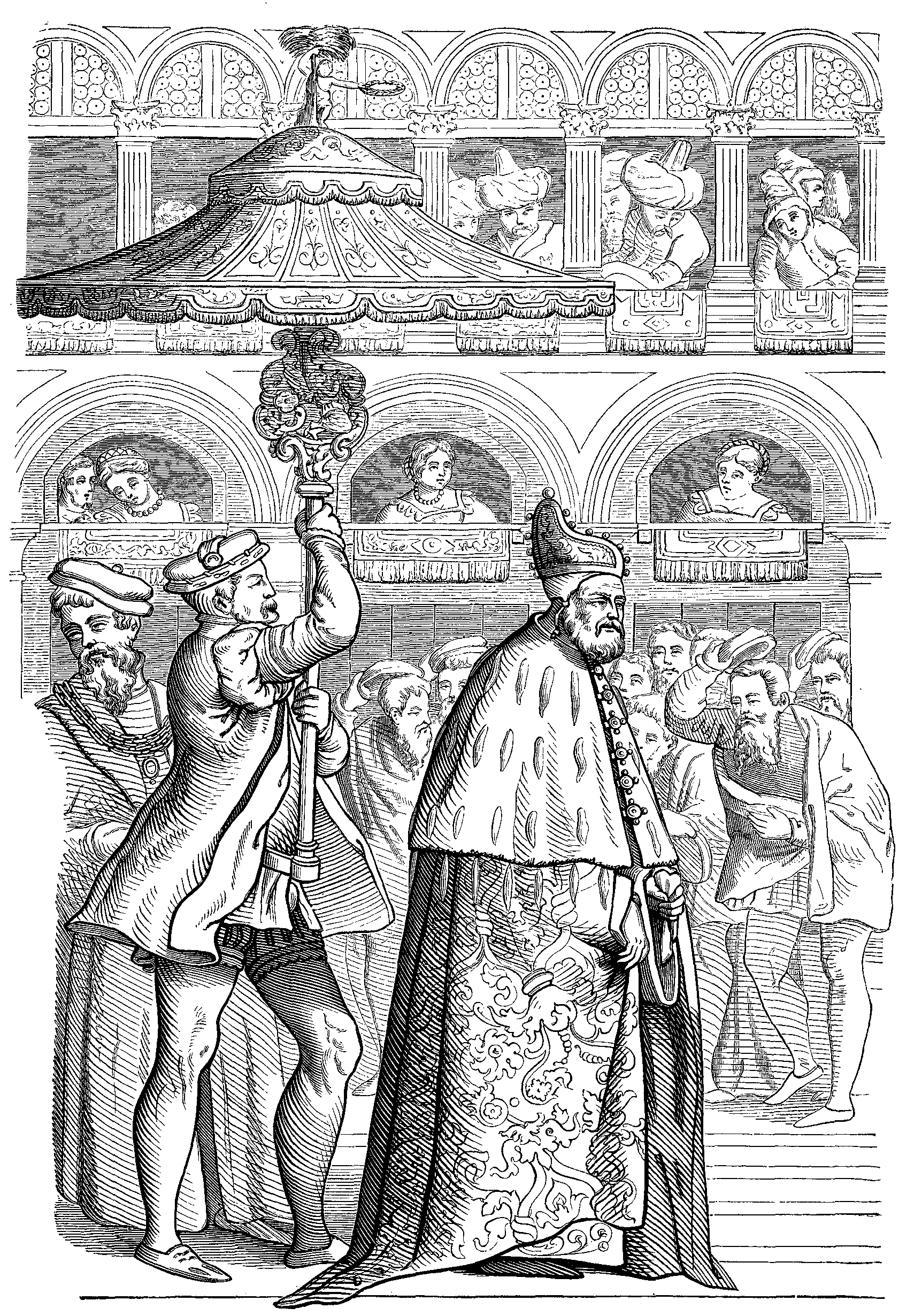
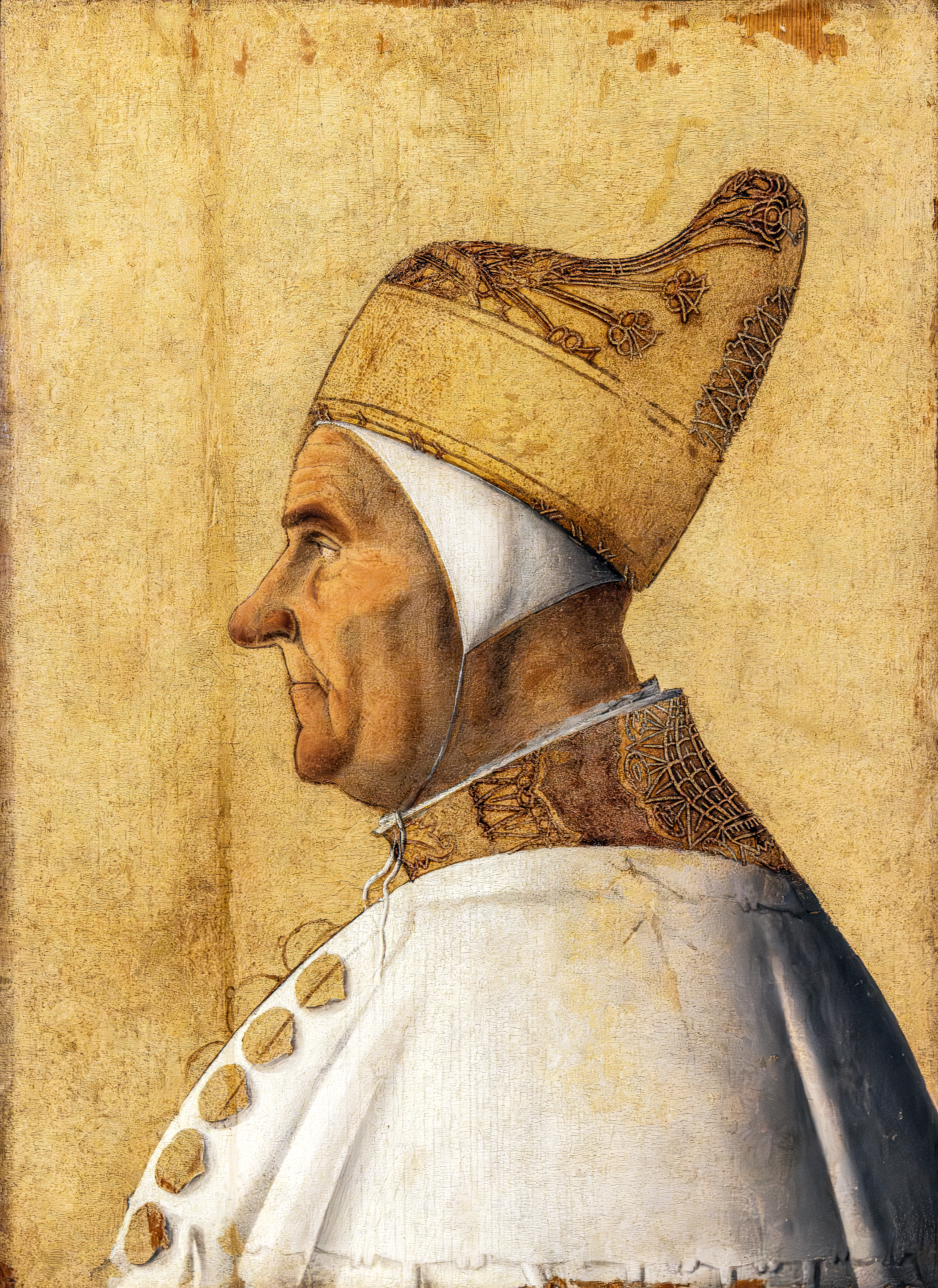
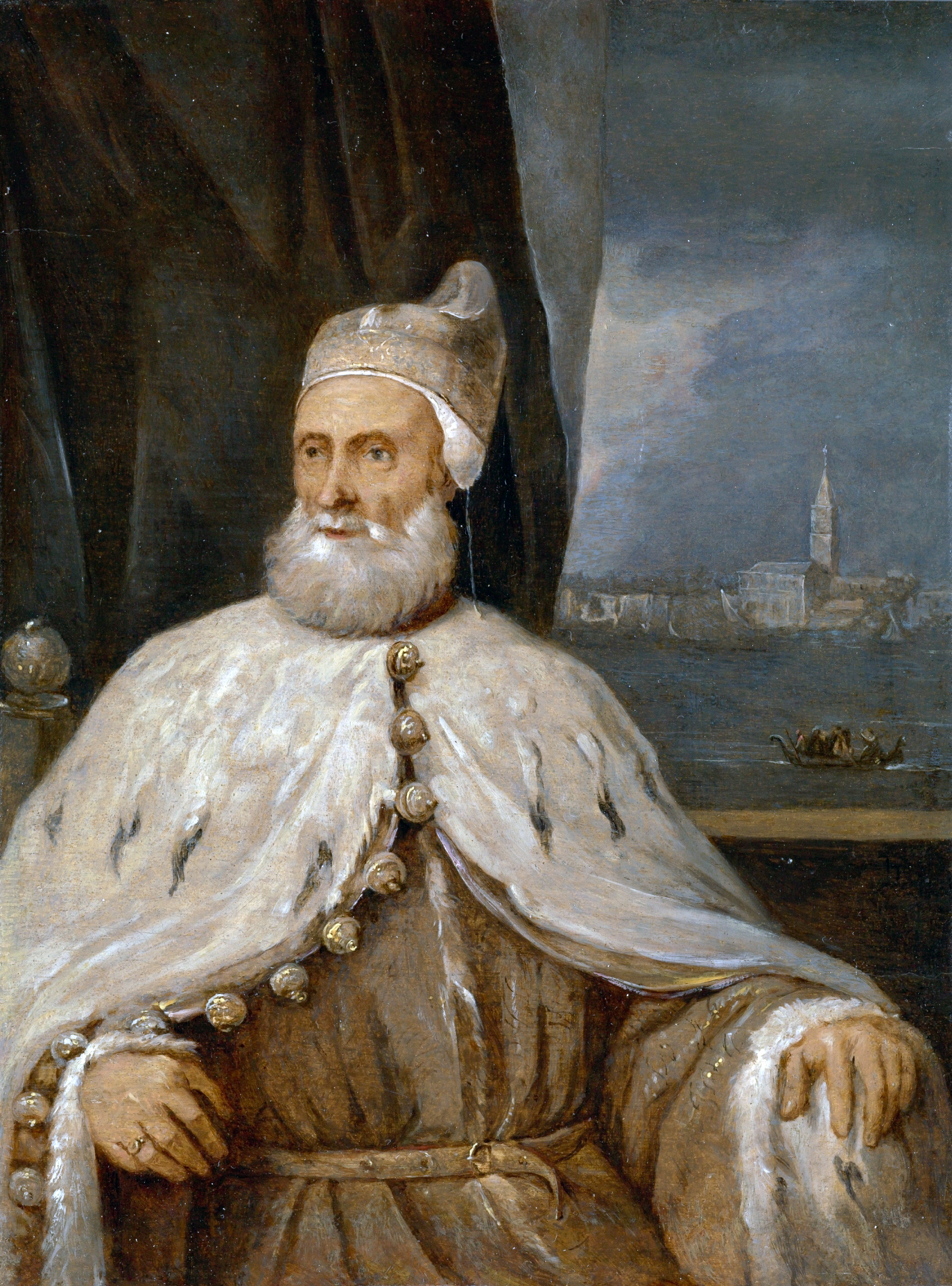
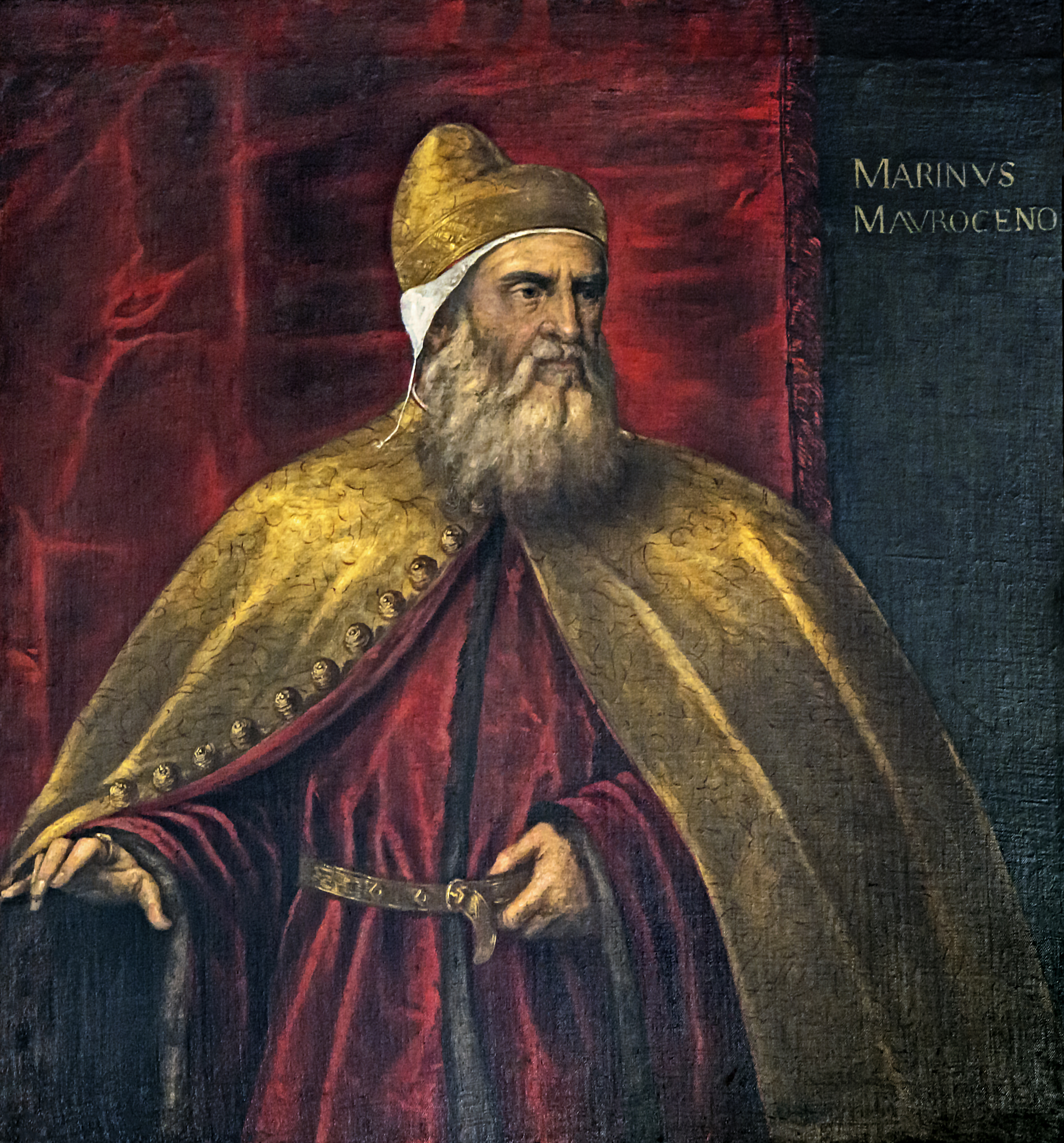
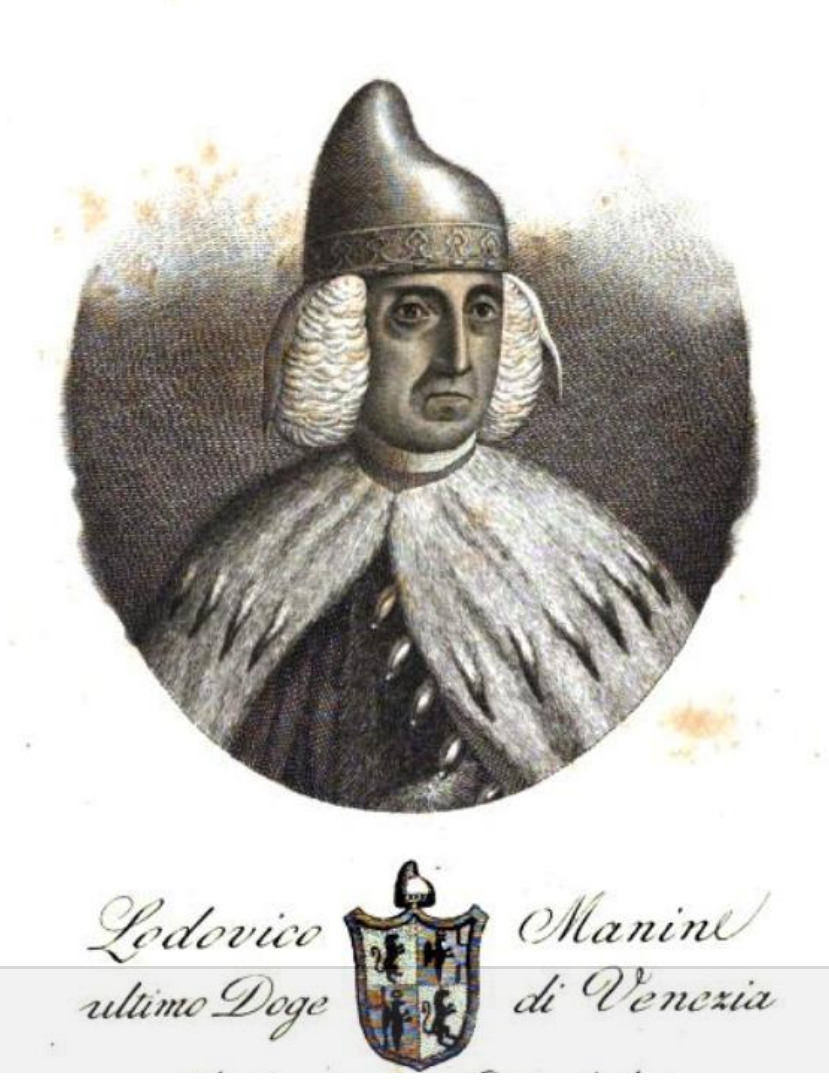
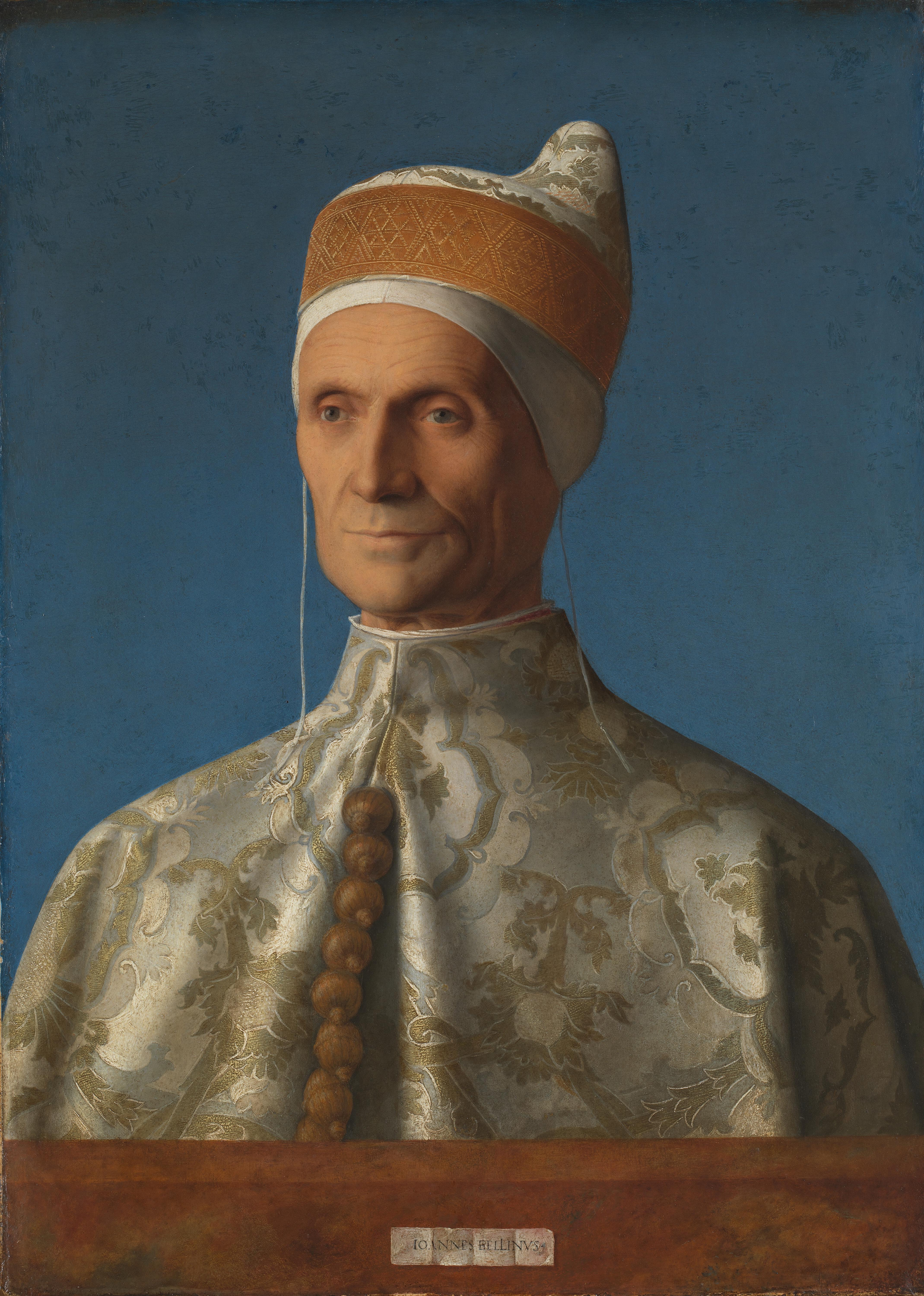
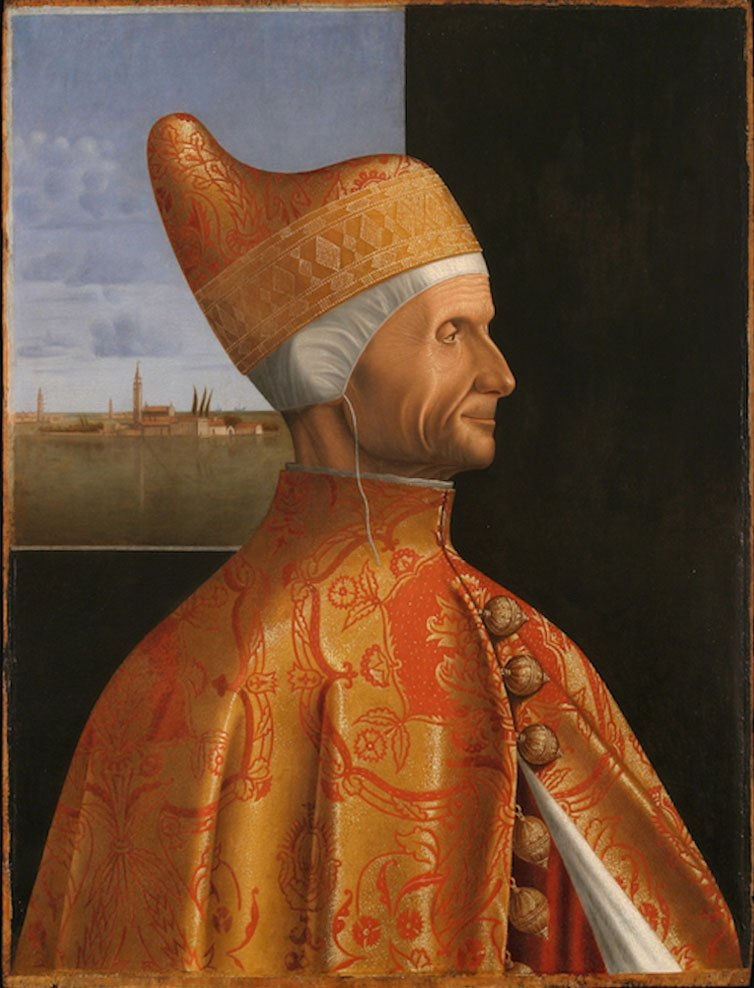
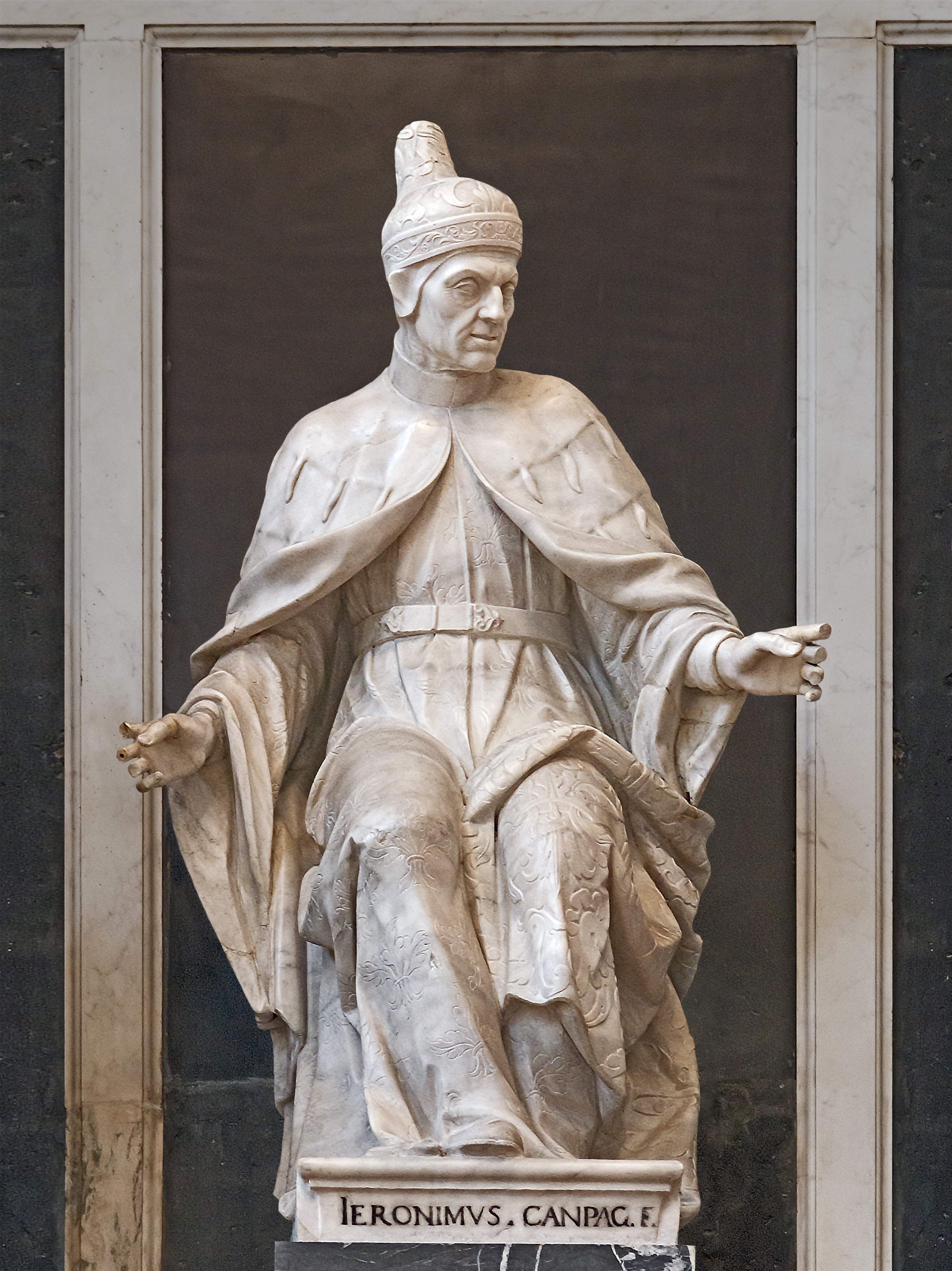